# Kárpáti Tamás (festő)
Kárpáti Tamás (Budapest, 1949. december 25. –) Munkácsy Mihály-díjas magyar festő, grafikus. A Magyar Művészeti Akadémia Képzőművészeti Tagozatának tagja (2004).

## Életpályája
Felsőfokú képzőművészeti tanulmányokat a Magyar Képzőművészeti Főiskolán (1969-1974) folytatott. Barcsay Jenő és Sarkantyu Simon voltak a mesterei. 1974 óta kiállító művész, 1974-ben csoportos kiállításokon vett részt az Ernst Múzeumban és a Műcsarnokban, első egyéni tárlata 1976-ban volt a Lila Iskolában. Rokokós hangulatú kis alakú képeivel, melyeken figurái szinte eggyé olvadtak az őket körülvevő tájjal, már korán nagy sikereket aratott. Pályakezdését a Derkovits Gyula képzőművészeti ösztöndíj is (1977-79) segítette. Témaválasztása, festési technikája nagy átalakulásokon keresztül fejlődött.
Ladányi József a következőképpen jellemzi művészetét: „1974 óta szerepel sejtelmes hangulatú, régies technikával, meleg tónusokkal (sárgászöldes, vörösesbarnás, aranybarna), lazúrosan festett – néhány kivételtől eltekintve – kisméretű műveivel kiállításokon. Időtlenséget, általános emberi tartalmakat, erkölcsi értékeket kifejező, mindig figurális képein a kissé groteszk alakok emberek, angyalok, mitológiai és bibliai szereplők. Pályája kezdetén, rokokós hangulatú képein alakjai alig válnak el az ábrázolt idillikus táji környezettől. A nyolcvanas évekre színei megsötétednek. Statikus kompozícióin az ábrázolt jelenetek sötét háttérből bukkannak elő. A körvonal nélküli alakok feloldódnak, lebegnek az őket körülvevő tértől független, belső fényben. A nyolcvanas évek elején született képeken (Példázatok) Krisztusra emlékeztető figura jelenik meg. A nyolcvanas évek közepén középkori és reneszánsz motívumok tűnnek föl festményein. Mitológiai és bibliai témájú képeket fest. Az évtized végére komponálási módja megváltozik, tematikája kibővül. A kilencvenes években készült képeken az alakok körül szinte nincs tér, a drámai hatású jelenetek megmozgatják a korábbi statikus kompozíciókat. A sötét, vörösesbarna, aranybarna tónusú képek mellett szürke-fekete árnyalatokkal festett, vallásos szimbolikájú, csendéletszerű, koponyákat, hal- és madártetemeket ábrázoló képeket alkot.”
Szentendrén él és alkot, számos műve került jeles köz- és magángyűjteményekbe.

## Kiállításai (válogatás)[2]

### Egyéni
- 1976 • Lila Iskola, Budapest
- 1977 • Kisgaléria, Dömös
- 1978 • Magyar Kultúra Háza, Berlin • Stúdió Galéria, Budapest
- 1979 • Tornyai János Múzeum, Hódmezővásárhely
- 1980 • Fészek Klub, Budapest
- 1981 • Műcsarnok, Budapest
- 1982 • Magyar Kultúra Háza, Prága
- 1983 • Iskolai Galéria, Dunakeszi • Magyar Kulturális Intézet, Helsinki
- 1984 • Rajk László Kollégium • Galéria, Miskolc (Püspöky Istvánnal és Tornay Endre Andrással) • Bartók 32 Galéria, Budapest (Püspöky Istvánnal, Tornay Endre Andrással)
- 1986 • Galéria, Esztergom
- 1988 • Kisgaléria, Komárom
- 1989 • Iskolai Galéria, Csepel
- 1990 • Erzsébetvárosi Galéria, Budapest
- 1992 • Keresztény Múzeum, Esztergom • Horváth E. Galéria, Balassagyarmat
- 1993 • Vigadó Galéria, Budapest
- 1994 • Leiden (Hollandia) • Dombóvár
- 1995 • Galéria, Csongrád
- 1996 • MOL Galéria, Szolnok
- 1997 • Rippl-Rónai Múzeum, Kaposvár
- 1998 • Szt. Korona Galéria, Székesfehérvár
- 2000 • Agnus Dei, Vigadó Galéria, Budapest
- 2004 • Galéria '13, Budapest • Dovin Galéria, Budapest
- 2010 • Keresztény Múzeum, Esztergom[3]
- 2011 • Vigilia : Vernisszázs: Wehner Tibor: Belső szabadság. Kárpáti Tamás festőművész kamarakiállítása, Budavári Önkormányzat, Budapest
- 2019 • Credo, Vigadó Galéria, Budapest

### Csoportos
- 1974-től • Stúdió kiállítás, Ernst Múzeum, Budapest • Műcsarnok, Budapest
- 1977 • Nemzetközi festészeti kiállítás, Cagnes-sur-Meer, Franciaország
- 1980 • Kunstmesse, Bázel • Biennále, Velence
- 1982 • I. Országos Rajzbiennále, Nógrádi Sándor Múzeum, Salgótarján
- 1983 • Lírai grafika, Budapest Galéria Lajos u., Budapest • Mai magyar grafika és rajzművészet, Magyar Nemzeti Galéria, Budapest
- 1984 • Országos Képzőművészeti Kiállítás '84, Műcsarnok, Budapest
- 1988 • Tavaszi Tárlat, Magyar Képzőművészek és Iparművészek Szövetsége, Műcsarnok, Budapest
- 1989 • Téli Tárlat, Magyar Képzőművészek és Iparművészek Szövetsége, Műcsarnok, Budapest
- 1997 • Magyar Szalon '97, Műcsarnok, Budapest
- 2004 • Művészeti gyűjtemények a II. kerületben – Németh István gyűjteménye,[4] Vízivárosi Galéria, Budapest

## Művei közgyűjteményekben (válogatás)
- Herman Ottó Múzeum, Miskolc
- Képtár, Balassagyarmat
- Keresztény Múzeum, Esztergom
- Kortárs Magyar Galéria, Dunaszerdahely (Szlovákia)
- Magyar Nemzeti Galéria, Budapest
- Petőfi Irodalmi Múzeum, Budapest
- Rippl-Rónai József Múzeum, Kaposvár
- Szombathelyi Képtár, Szombathely
- Tornyai János Múzeum, Hódmezővásárhely

## Díjai, elismerései (válogatás)
- Tornyai-plakett (Hódmezővásárhely, 1980)
- Munkácsy Mihály-díj (1983)
- Érdemes művész (2000)
- M. S. mester díj (2005)
- Kiváló művész (2013)[5]